# Ігера-ла-Реаль
Ігера-ла-Реаль (ісп. Higuera la Real) — муніципалітет в Іспанії, у складі автономної спільноти Естремадура, у провінції Бадахос. Населення — 2483 особи (2010).
Муніципалітет розташований на відстані близько 360 км на південний захід від Мадрида, 85 км на південь від Бадахоса.

## Демографія
Динаміка населення (INE ):